# Michal Lipson
Michal Lipson (* 1970 in Haifa, Israel) ist eine israelisch-US-amerikanische Physikerin, die sich mit Nano-Photonik beschäftigt.
Lipson wuchs in Brasilien auf und studierte Physik an der Universität Sao Paulo und am Technion (Bachelor 1992, Master 1994). 1998 wurde sie am Technion in Haifa promoviert (Coupled Exciton-Photon Modes in Semiconductor Optical Microcavities). Danach war sie als Post-Doktorand in bei Lionel Kimerling am Massachusetts Institute of Technology, bevor sie 2001 als Assistant Professor an die Cornell University ging, wo sie die Nanophotonik-Gruppe am Kavli Institute for Nanoscience leitete. Seit 2015 ist sie Higgins Professor of Electrical Engineering am Department of Electrical Engineering der Columbia University.
Lipson entwickelte mikro- und nanostrukturierte photonische Bauelemente in Silizium-Technologie, die zwar als Standardtechnologie der Elektronik gut entwickelt war, aber wegen schlechter optischer Eigenschaften wenig in der Photonik in Betracht gezogen wurde. Lipson gelang die Entwicklung rein optischer und elektro-optischer Bauteile wie Schalter, Verstärker und Modulatoren auf Silizium-Chips, die ein wichtiger Fortschritt in Hinblick auf optische Computer-Komponenten waren. 2004 entwickelte sie Slot-Waveguides, enge lichtleitende Strukturen in Silizium. 2006 demonstrierte sie Verstärkereigenschaften für Licht auf einem Silizium-Chip, Lichtmodulation in Silizium durch Licht und elektro-optische Modulatoren (erstmals in Chip-Maßstab in Silizium demonstriert)  und 2008 ein ultraschnelles optisches Oszilloskop. 2006 demonstrierte sie ein rein optisches Analogon von EIT (electromagnetically induced transparency) auf einem Silizium-Chip. 2009 demonstrierte sie mechanische Kontrollen von Silizium-Komponenten mit Licht und 2009 Unsichtbarkeitseffekte (Cloaking) mit nanostrukturierten Oberflächen.
2010 wurde sie MacArthur Fellow. Sie war 2007 Fulbright Fellow, erhielt 2006 einen IBM Faculty Award und erhielt 2004 einen Young Investigator Award der National Science Foundation. Sie ist Fellow der Optical Society of America und erhielt den Blavatnik Award der New York Academy of Sciences. 2017 erhielt sie den R. W. Wood Prize der OSA, 2019 den Comstock-Preis für Physik. 2019 wurde Lipson in die National Academy of Sciences gewählt, 2020 in die American Academy of Arts and Sciences und 2025 zum Mitglied der National Academy of Engineering. Für 2021 wurde ihr der John Tyndall Award zugesprochen.
Lispon ist die Tochter von Reuven Opher, Professor für Astrophysik an der Universität Sao Paulo. Ihre Zwillingsschwester Merav Opher ist Astrophysikerin an der Boston University.